# Museo Barbier-Muller de Arte Precolombino

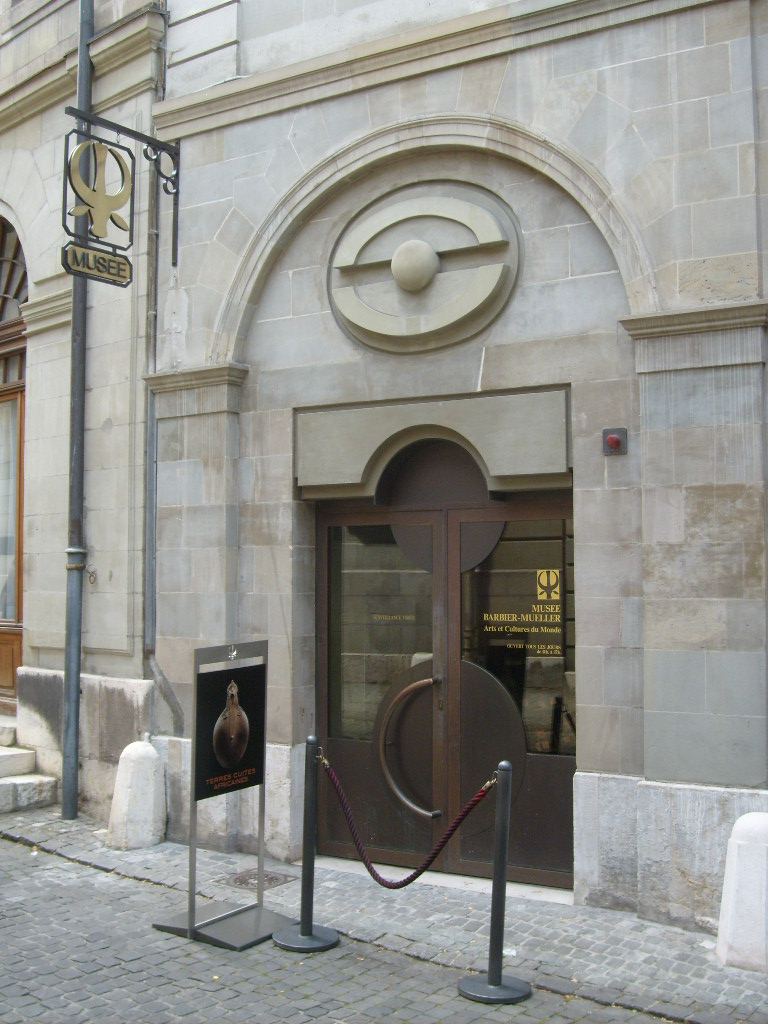
Museum Barbier-Mueller

El Museo Barbier-Muller de Arte Precolombino es un museo situado en Ginebra (Suiza). Desde 1997 a 2012 estuvo en Barcelona (España); recoge las obras de arte precolombino de la colección de Barbier-Muller. El gestor de este museo era el Ayuntamiento de Barcelona. Es el único museo de Europa dedicado exclusivamente a mostrar obras de arte precolombinas. Las obras que presenta el museo datan del 1500 a. C. al siglo XVI.

## Historia
El Museo abrió sus puertas en mayo de 1997 fruto de un préstamo entre la familia Barbier-Muller, propietaria de la colección y el ayuntamiento de Barcelona.
Las obras son el fruto del trabajo de Josef Muller (1887-1977), coleccionista apasionado del arte de los llamados pueblos "primitivos" de África, Asia, Oceanía y América. El conjunto que él inició ha sido completado con el de su yerno, Jean Paul Barbier-Muller, actual presidente del Consejo de Dirección del museo barcelonés.

## Colección
La colección, de reconocido prestigio internacional, permite conocer el mundo, rico y sabio, de las primeras culturas del continente americano. Situado en el Palacio Nadal, un palacio gótico de la calle Montcada, este es un museo intimista que expone esculturas de piedra y madera, cerámicas, textiles y orfebrería de las culturas olmeca, maya, azteca o inca, entre otras piezas.

## Exposiciones
La diversidad de enfocamientos que permite la colección permiten hacer una amplia variedad de exposiciones temáticas en torno el mundo precolombino, exponiendo, entre otras cosas, los fondos del museo y piezas de otras culturas que enriquecen el conjunto. Igualmente hay exposiciones de artistas contemporáneos que dinamizan el museo y hace que se "reinvente" cada poco.